# Mrzla Vodica
Mrzla Vodica – wieś w Chorwacji, w żupanii primorsko-gorskiej, w gminie Lokve. W 2011 roku liczyła 16 mieszkańców.